# University College Cork
L’University College Cork – National University of Ireland (in irlandese Coláiste na hOllscoile Corcaigh) è un'università irlandese e uno dei quattro istituti costituenti dell'Università Nazionale d'Irlanda, con sede a Cork, nella provincia del Munster.

## Storia

### Fondazione
L'università fu fondata dalla Regina Vittoria il 30 dicembre 1845 grazie al The Colleges (Ireland) Act conosciuto anche come Queen's College Act, il quale ordinava che: 
Il collegio universitario aprì ufficialmente le porte agli studenti nel 1849, che in quell'anno si iscrissero in 115. In quell'occasione il Presidente Robert Kane disse: "Here, after nearly a thousand years, we open now the portals of this edifice and accept the task of training the youth of Munster". Nel 1850 il numero degli studenti salì a 150.

### West Wing Fire
Il 15 Maggio 1862 l'ala Ovest del Quadrilatero (The West wing of the Quadrangle) fu completamente distrutta da un incendio, definito da Kane come :"doloso e architettato con elaborata ingegnosità". Sebbene questo incendio rappresenti un evento importante nella storia dell'università, non sono mai state trovate prove conclusive che indichino il vero colpevole. L'incendio ha ispirato una serie di teorie cospirative e il dito è stato puntato, per un certo periodo, contro l'amministratore del presidente Kane, William Williams.  
Nel 1910 accolse Mary Ryan come Professoressa di Lingue Romanze, divenendo la prima professoressa donna in Irlanda e nel 1885 fu ammessa la prima studentessa donna a studiare nel college.
Con l’approvazione dell’University Act del 1997 l'università cambiò nome in National University of Ireland, Cork e, a seguito di un ordine ministeriale nel 1998 diventò University College Cork – National University of Ireland, Cork.